# Множество Жюлиа

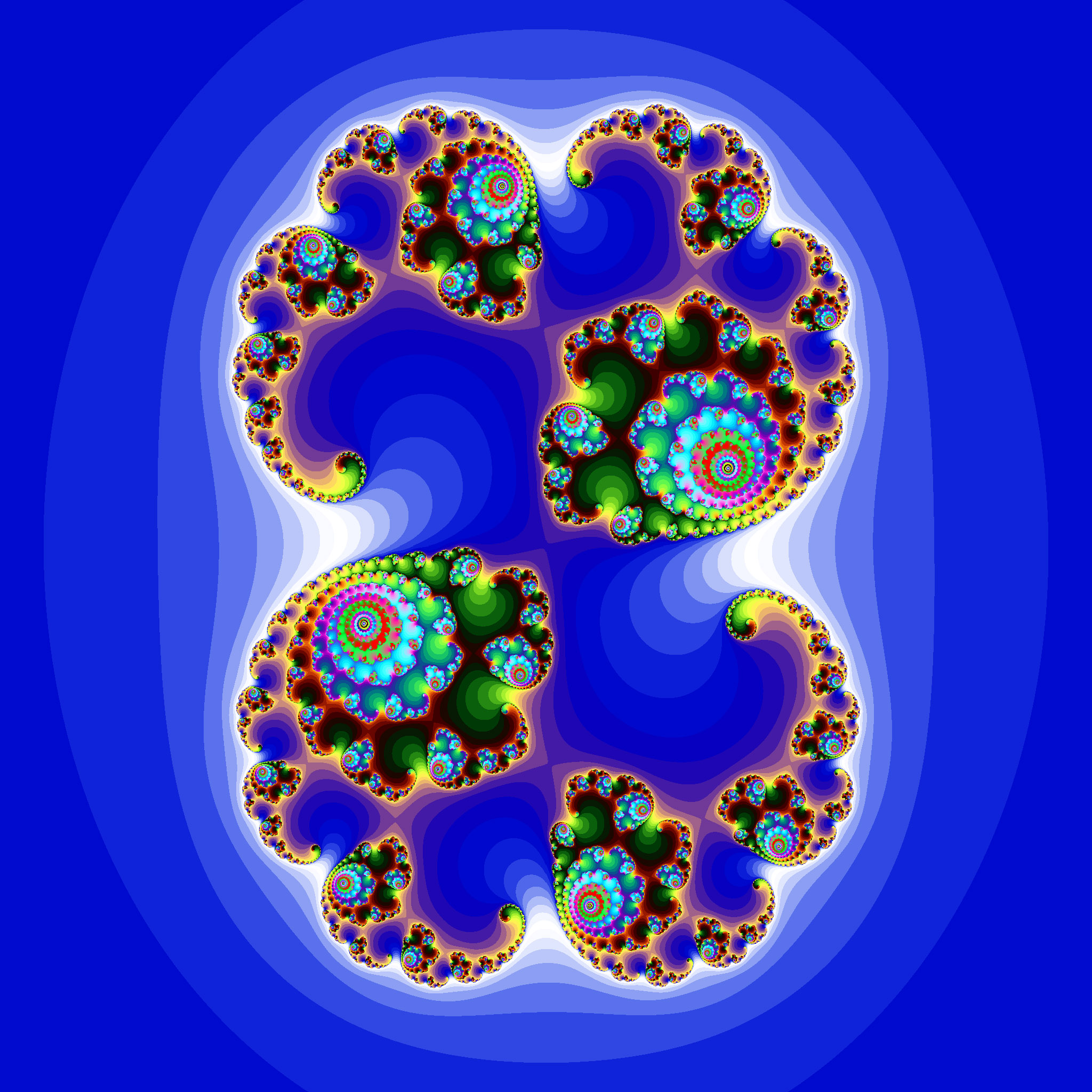
Множество Жюлиа. Точнее, это не само множество (которое в данном случае состоит из несвязных точек и не может быть нарисовано), а точки из его окрестности. Чем ярче точка, тем ближе она к множеству Жюлиа и тем больше итераций ей нужно, чтобы уйти от нуля на заданное большое расстояние

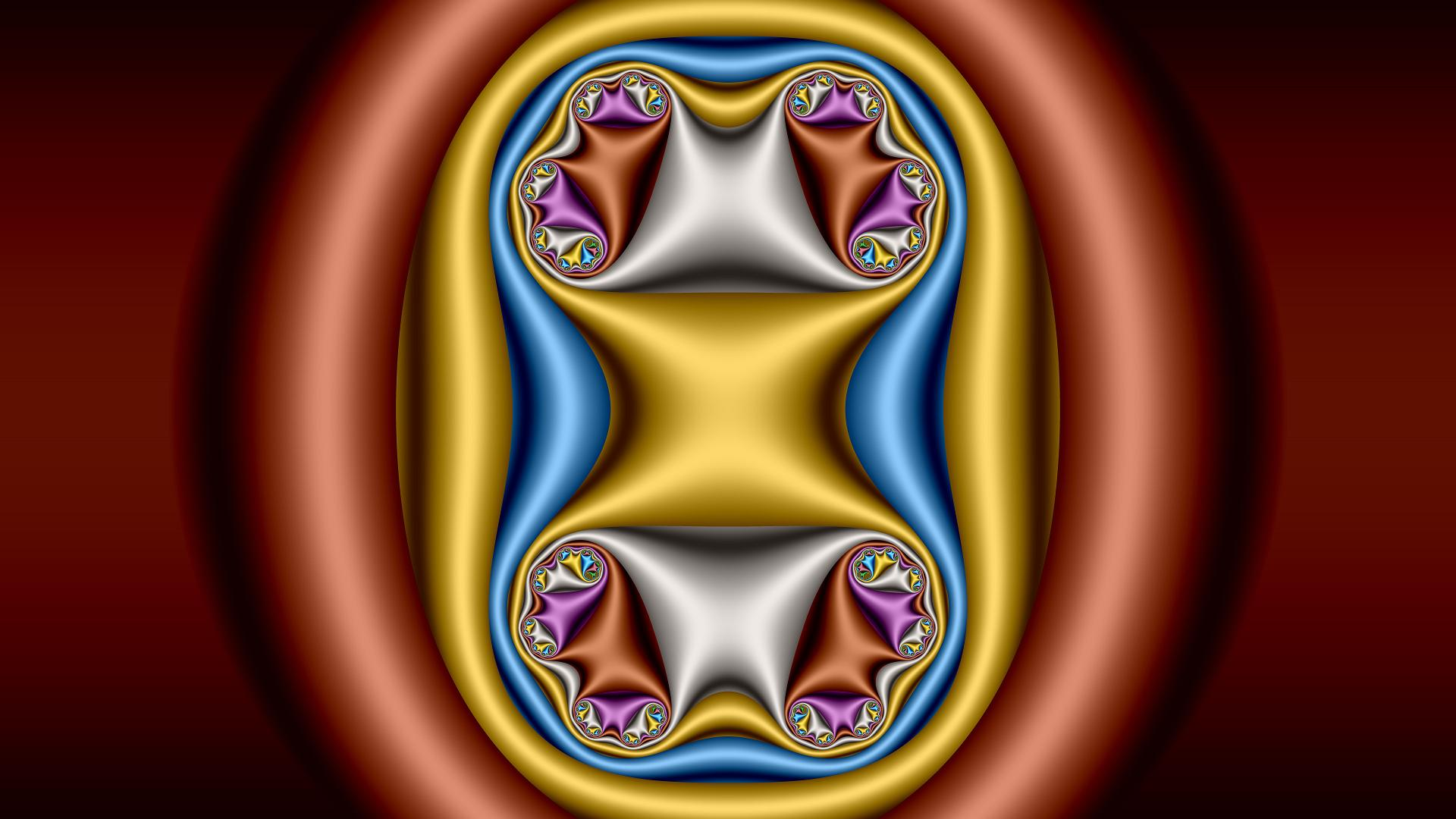
Одно из множеств Жюлиа на оси абсцисс.

Множество Жюлиа́ — множество {\displaystyle J(f)}, определяемое для рационального отображения {\displaystyle f:\mathbb {C} P^{1}\to \mathbb {C} P^{1}} как совокупность точек, динамика в окрестности которых в определённом смысле неустойчива по отношению к малым возмущениям начального положения. В случае, если {\displaystyle f} — многочлен, рассматривают также заполненное множество Жюлиа — множество точек, не стремящихся к бесконечности. Обычное множество Жюлиа при этом является его границей.
Множество Фату {\displaystyle F(f)} — дополнение к множеству Жюлиа. Иными словами, динамика итерирования {\displaystyle f} на {\displaystyle F(f)} регулярна, а на {\displaystyle J(f)} хаотична.
Дополняет большую теорему Пикара о «поведении аналитической функции в окрестности существенно особой точки».
Эти множества названы по именам французских математиков Гастона Жюлиа и Пьера Фату, положивших начало исследованию голоморфной динамики в начале XX века.

## Определения
Пусть {\displaystyle f:\mathbb {C} P^{1}\to \mathbb {C} P^{1}} — рациональное отображение. Множество Фату состоит из точек {\displaystyle z}, таких, что в ограничении на достаточно малую окрестность {\displaystyle z} последовательность итераций:
{\displaystyle (f^{n})_{n\in \mathbb {N} }}
образует нормальное семейство в смысле Монтеля. Множество Жюлиа — дополнение к множеству Фату.
Это определение допускает следующую эквивалентную переформулировку: множество Фату это множество тех точек, орбиты которых устойчивы по Ляпунову. (Эквивалентность переформулировки неочевидна, но она следует из теоремы Монтеля.)

## Свойства
Как следует из определений, множество Жюлиа всегда замкнуто, а множество Фату открыто.
Множество Жюлиа для отображения степени, большей 1, всегда непусто (иначе можно было бы выбрать равномерно сходящуюся подпоследовательность из итераций.) В отношении же множества Фату аналогичное утверждение неверно: существуют примеры, в которых множество Жюлиа оказывается всей сферой Римана. Такой пример можно построить, взяв отображение {\displaystyle z\mapsto 2z(mod\,\mathbb {Z} [i])} удвоения на торе {\displaystyle \mathbb {C} /\mathbb {Z} [i]} (динамика которого везде хаотична) и пропустив его через {\displaystyle \wp }-функцию Вейерштрасса {\displaystyle \wp :\mathbb {C} /\mathbb {Z} [i]\to \mathbb {C} P^{1}}.
Множество Жюлиа является замыканием объединения всех отталкивающих периодических орбит.
Множества Фату и Жюлиа оба полностью инвариантны под действием {\displaystyle f}, то есть совпадают как со своим образом, так и с полным прообразом:
{\displaystyle f^{-1}(J(f))=f(J(f))=J(f)},
{\displaystyle f^{-1}(F(f))=f(F(f))=F(f)}.
Множество Жюлиа {\displaystyle J(F)} является границей (полного) бассейна притяжения любой притягивающей или суперпритягивающей орбиты; частным случаем этого является утверждение, что {\displaystyle J(F)} это граница заполненного множества Жюлиа (поскольку для полиномиального отображения бесконечность — суперпритягивающая неподвижная точка, а заполненное множество Жюлиа есть дополнение к её бассейну притяжения). Кроме того, взяв полиномиальное отображение с тремя различными притягивающими неподвижными точками, получаем пример трёх открытых (естественно, несвязных) множеств на плоскости с общей границей.
Если открытое множество {\displaystyle U} пересекает множество Жюлиа, то, начиная с некоторого достаточно большого {\displaystyle n}, образ {\displaystyle f^{n}(U\cap J)=f^{n}(U)\cap J} совпадает со всем множеством Жюлиа {\displaystyle J}. Иными словами, итерации растягивают сколь угодно маленькую окрестность в множестве Жюлиа на всё множество Жюлиа. Поскольку такое растяжение чаще всего происходит достаточно быстро, голоморфные отображения конформны, а множество Жюлиа инвариантно относительно динамики — оно оказывается имеющим фрактальную структуру: его маленькие части похожи на большие.
Если множество Жюлиа отлично от всей сферы Римана, то оно не имеет внутренних точек.
Для всех точек {\displaystyle z} сферы Римана, кроме, быть может, двух, множество предельных точек последовательности полных прообразов {\displaystyle f^{-n}(z)} есть множество Жюлиа. Это свойство применяется в компьютерных алгоритмах построения множества Жюлиа.
Теорема Салливана утверждает, что любая компонента связности множества Фату предпериодична. В свою очередь, теорема о классификации периодических компонент множества Фату утверждает, что периодические компоненты бывают одного из четырёх типов: бассейн притяжения притягивающей или суперпритягивающей неподвижной или периодической точки, лепесток Фату параболической точки, диск Зигеля и кольцо Эрмана.

## Связанные понятия
Квадратичное отображение {\displaystyle z\mapsto P_{2}(z)} заменой координат всегда приводится к виду {\displaystyle z\mapsto z^{2}+c}. Оказывается, что множество Жюлиа будет связным, тогда и только тогда, когда критическая точка z=0 (или, что то же самое, её образ {\displaystyle z=c}) не уходит на бесконечность. В случае, если итерации 0 стремятся к бесконечности, множество Жюлиа (совпадающее, в этом случае, с заполненным множеством Жюлиа) оказывается гомеоморфным канторову множеству и имеет меру ноль. В этом случае его называют пылью Фату (это именно множество Жюлиа — множество хаотической динамики).
Множество параметров {\displaystyle c}, при которых множество Жюлиа квадратичной динамики связно, называется множеством Мандельброта. Оно также имеет фрактальную структуру (и является, вероятно, одним из наиболее знаменитых фракталов).

## Численное построение

### Метод сканирования границы (BSM)
Если функция {\displaystyle f} имеет несколько аттракторов (неподвижных или периодических притягивающих точек), множество Жюлиа является границей бассейна притяжения любого из них. На этом свойстве основан алгоритм построения изображения множества Жюлиа, названный «методом сканирования границы» (BSM, англ. boundary scanning method): в нём рассматривается сетка из прямоугольных пикселей, чтобы определить, следует ли закрашивать пиксель как принадлежащий множеству Жюлиа, вычисляется образ каждого из его «углов» под действием большого числа итераций {\displaystyle f}. Если образы далеки друг от друга, значит, углы принадлежат бассейнам разных аттракторов. Из этого следует, что граница между бассейнами проходит через данный пиксель, и он закрашивается. Перебирая все пиксели, получается изображение, приближающее множество Жюлиа.
Этот метод также можно использовать и в случае, когда двух аттракторов нет, но есть диски Зигеля, кольца Эрмана или параболические бассейны. (Если две близкие точки остаются близкими, значит, их орбиты устойчивы по Ляпунову, и небольшая окрестность этих точек принадлежит области Фату; иначе вблизи них имеются точки множества Жюлиа.) В то же время, данный метод не работает, когда отображение имеет лишь один аттрактор, и почти вся сфера Римана является его бассейном притяжения. (Например, {\displaystyle z\mapsto z^{2}+i}.)

### Метод вычисления обратных итераций (IIM)
Множество Жюлиа является замыканием объединения всех полных прообразов любой отталкивающей неподвижной точки. Таким образом, если имеется эффективный алгоритм вычисления обратного отображения {\displaystyle f^{-1}}, и известна хотя бы одна отталкивающая неподвижная точка, для построения множества Жюлиа можно последовательно вычислять её обратные образы. На каждом шаге у каждой точки имеется столько же прообразов, какова степень {\displaystyle f}, поэтому общее число прообразов растет экспоненциально, и хранение их координат требует больших объёмов памяти. На практике также используется следующая модификация: на каждом шаге выбирается один случайный прообраз. При этом, однако, нужно учитывать, что такой алгоритм обходит множество Жюлиа не равномерно: в некоторые области может попасть только за очень большое (практически недостижимое) время, и они не будут изображены на получающемся графике.

## Галерея

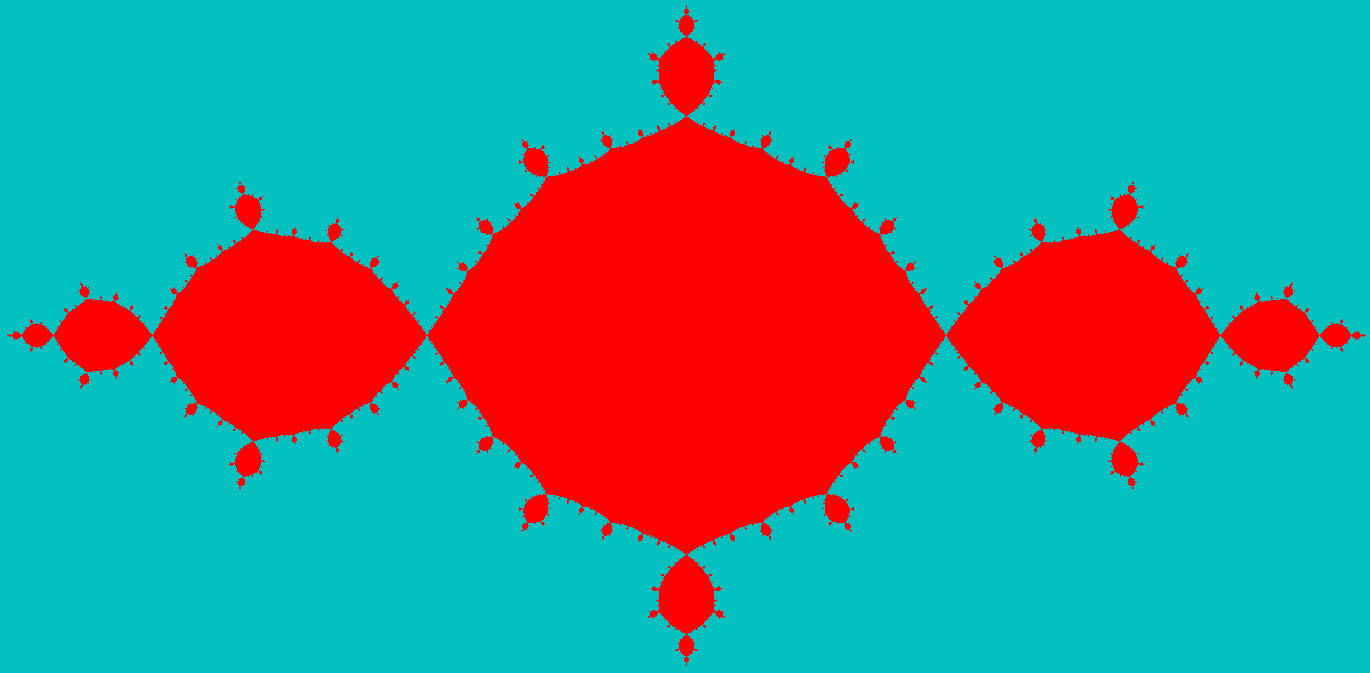
Заполненное множество Жюлиа для отображения {\displaystyle f(z)=z^{2}-1}. Осевая симметрия свидетельствует об отсутствии мнимой составляющей в свободном члене отображения {\displaystyle f(z)}
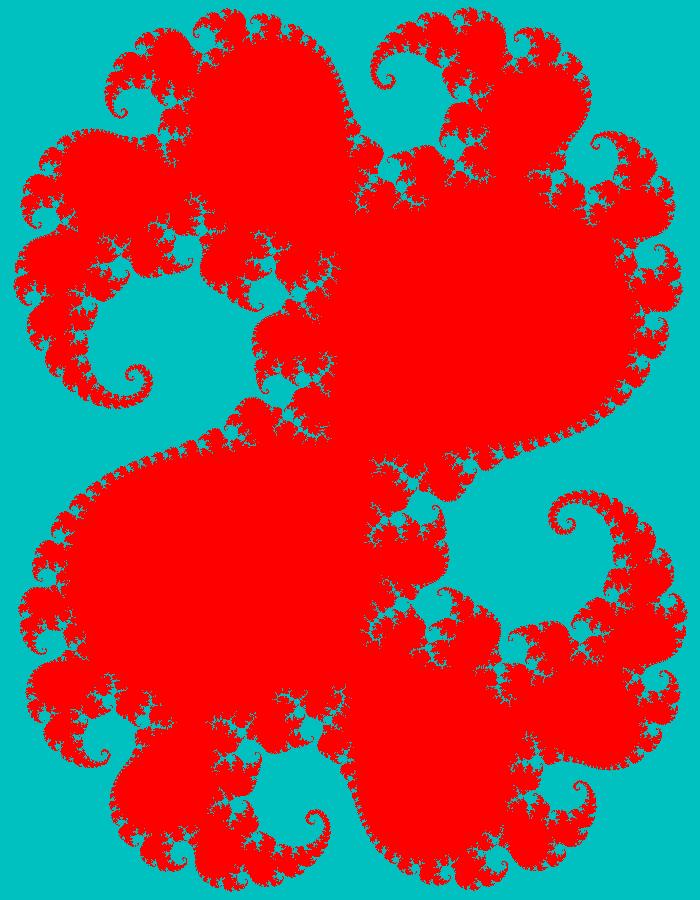
Заполненное множество Жюлиа для отображения {\displaystyle f(z)=z^{2}+0{,}28+0{,}0113i}. Завихрения против часовой стрелки свидетельствуют о положительной мнимой составляющей в свободном члене отображения {\displaystyle f(z)}
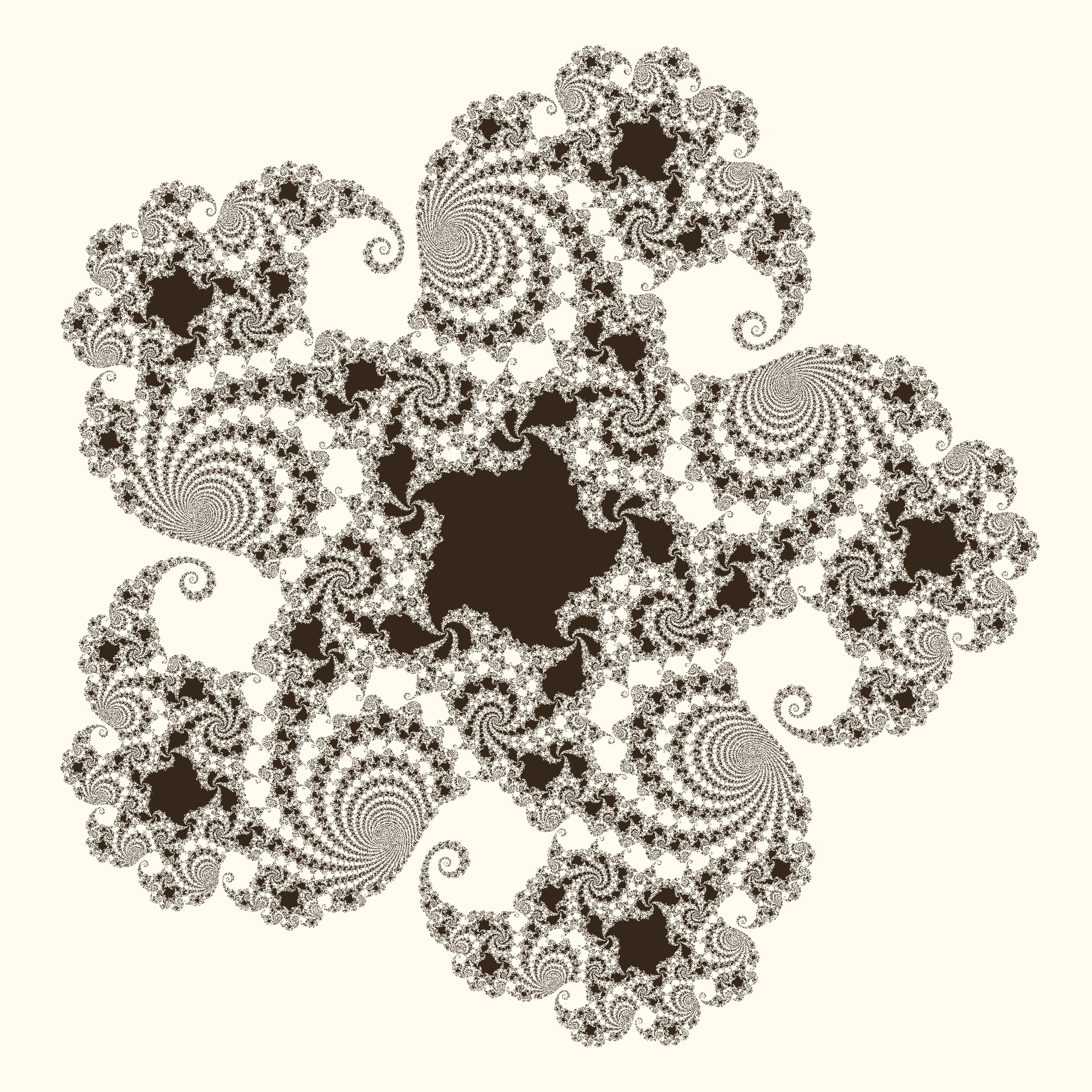
Заполненное множество Жюлиа для {\displaystyle f(z)=z^{5}-0{,}549653+0{,}003i}
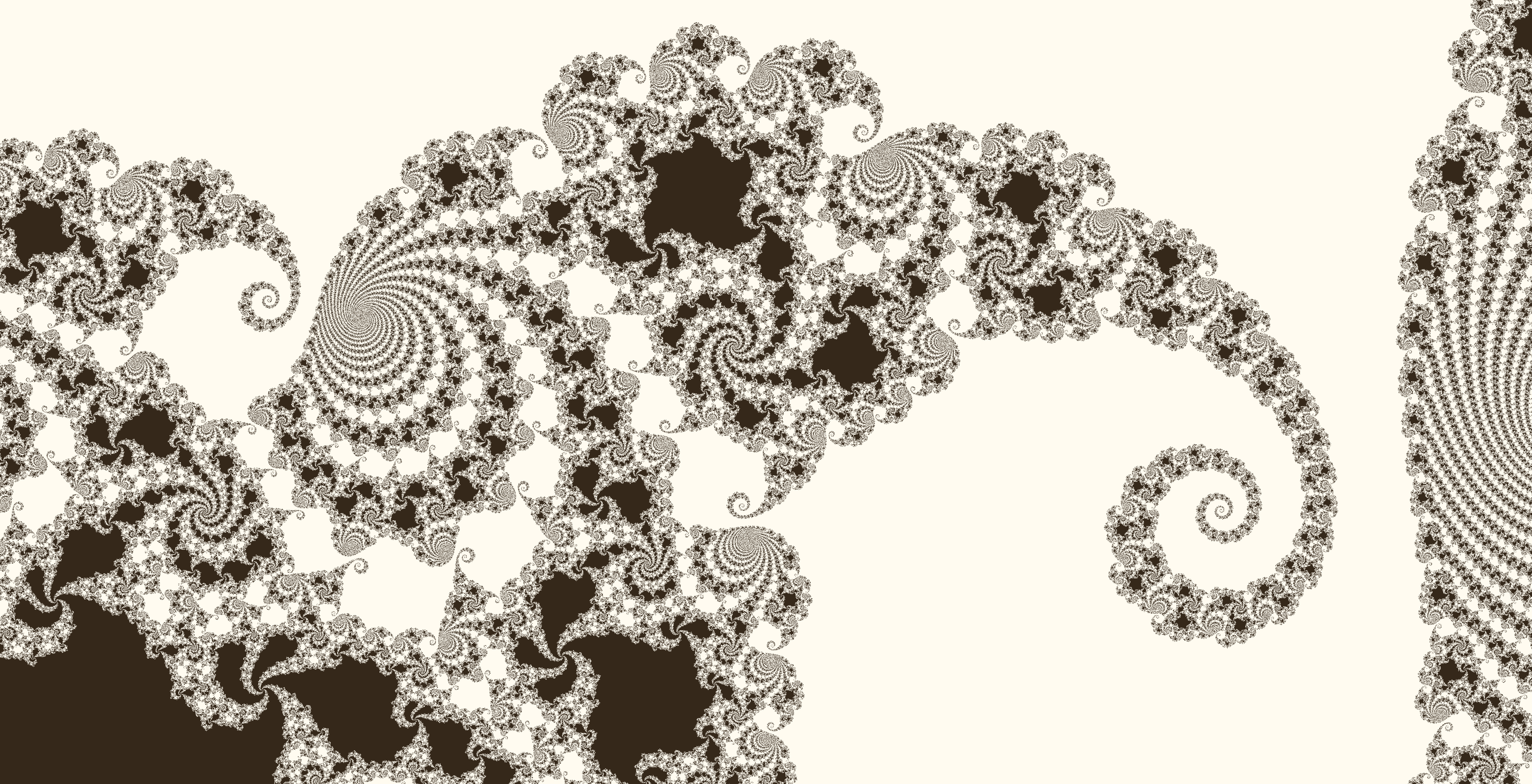
Заполненное множество Жюлиа для {\displaystyle f(z)=z^{5}-{0{,}549653+0{,}003}i} (фрагмент)
Заполненное множество Жюлиа для {\displaystyle f(z)=\cos z}. Центр изображения — начало координат {\displaystyle 0+0i}, горизонтальный период орнамента равен {\displaystyle \pi }
Заполненное множество Жюлиа для {\displaystyle f(z)=\sin z}. Если развернуть изображение на 90°, получится заполненное множество Жюлиа для {\displaystyle f(z)=\operatorname {sh} z}